# Viira (Suur-Randvere)
Koordinaten: 58° 18′ N, 22° 24′ O
Viira war bis 2017 ein eigenständiges Dorf (estnisch küla) in der Landgemeinde Lääne-Saare im Kreis Saare auf der größten estnischen Insel Saaremaa, dann wurde es bei der Bildung der neuen Landgemeinde Saaremaa ein Teil des Dorfes Randvere, das dann in Suur-Randvere umbenannt wurde.
Das Dorf hat 69 Einwohner (Stand 1. Januar 2016). Seine Fläche beträgt 1,04 km².